# (73156) 2002 GZ122
(73156) 2002 GZ122 – planetoida z pasa głównego asteroid okrążająca Słońce w ciągu 4,21 lat w średniej odległości 2,61 j.a. Odkryta 10 kwietnia 2002 roku.